# 普通 (梁)
普通（ふつう）は、南北朝時代、南朝梁の武帝蕭衍の治世に行われた2番目の元号。
520年 - 527年。普通8年は3月に改元されて大通元年となった。

## 西暦・干支との対照表
| 普通 | 元年     | 2年     | 3年     | 4年     | 5年     | 6年              | 7年     | 8年     |
| 西暦 | 520年    | 521年   | 522年   | 523年   | 524年   | 525年            | 526年   | 527年   |
| 干支 | 庚子     | 辛丑    | 壬寅    | 癸卯    | 甲辰    | 乙巳             | 丙午    | 丁未    |
| 北魏 | 正光元年 | 正光2年 | 正光3年 | 正光4年 | 正光5年 | 正光6年 孝昌元年 | 孝昌2年 | 孝昌3年 |